# Aviano Air Base
Pour les articles homonymes, voir AVB.
Aviano Air Base (code IATA : AVB • code OACI : LIPA) est une base italienne utilisée par les États-Unis près de la petite ville d'Aviano, province de Pordenone, dans la région autonome du Frioul-Vénétie Julienne située dans le nord-est de l'Italie.
La base abrite le 31st Fighter Wing équipé de F-16C/D.

## Historique
Le 3 février 1998, un avion Grumman EA-6B Prowler en mission d'entrainement à basse altitude, parti de la base d'Aviano, a coupé le câble d'un téléphérique situé près de Cavalese causant 20 morts. En vertu des accords italo-américains, le pilote a été jugé aux États-Unis.
Durant les années 1990, lors des guerres de Yougoslavie, une grande partie des forces aériennes de l'OTAN impliquées dans ces évènements étant stationnée sur ce site.

## Galerie photo

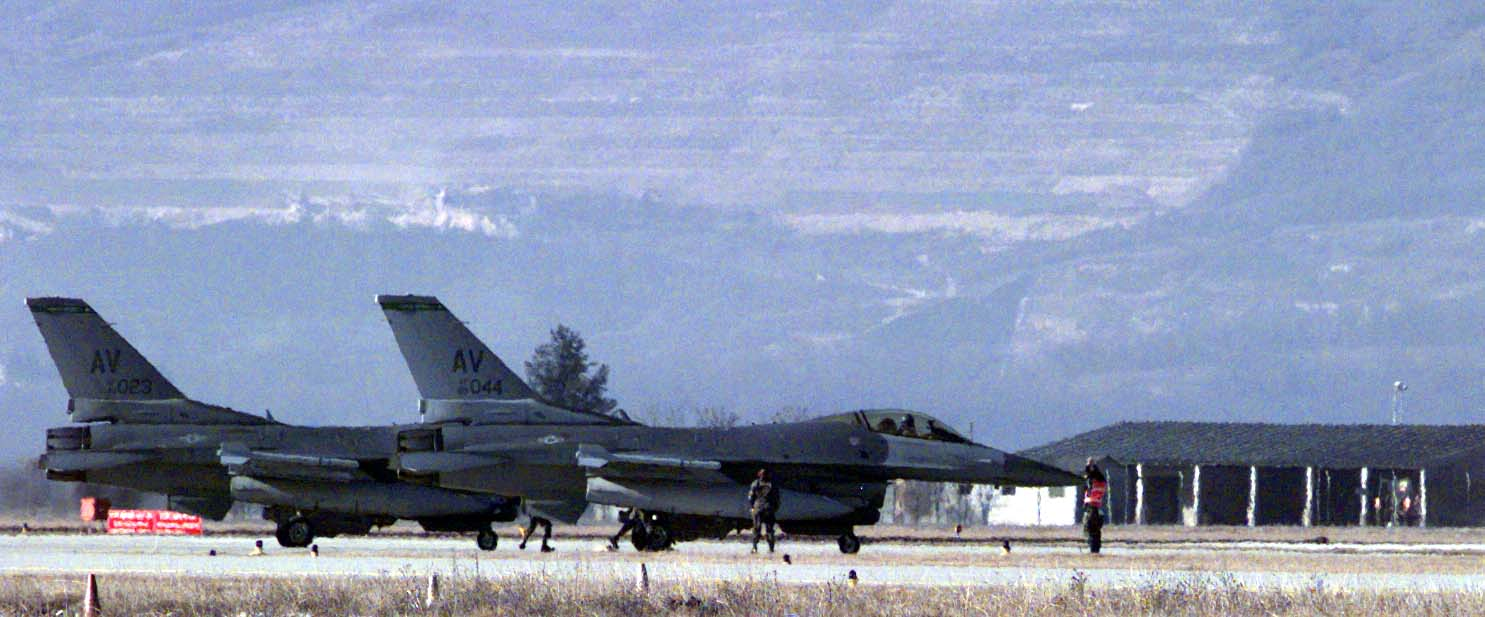
F-16 sur la base d'Aviano
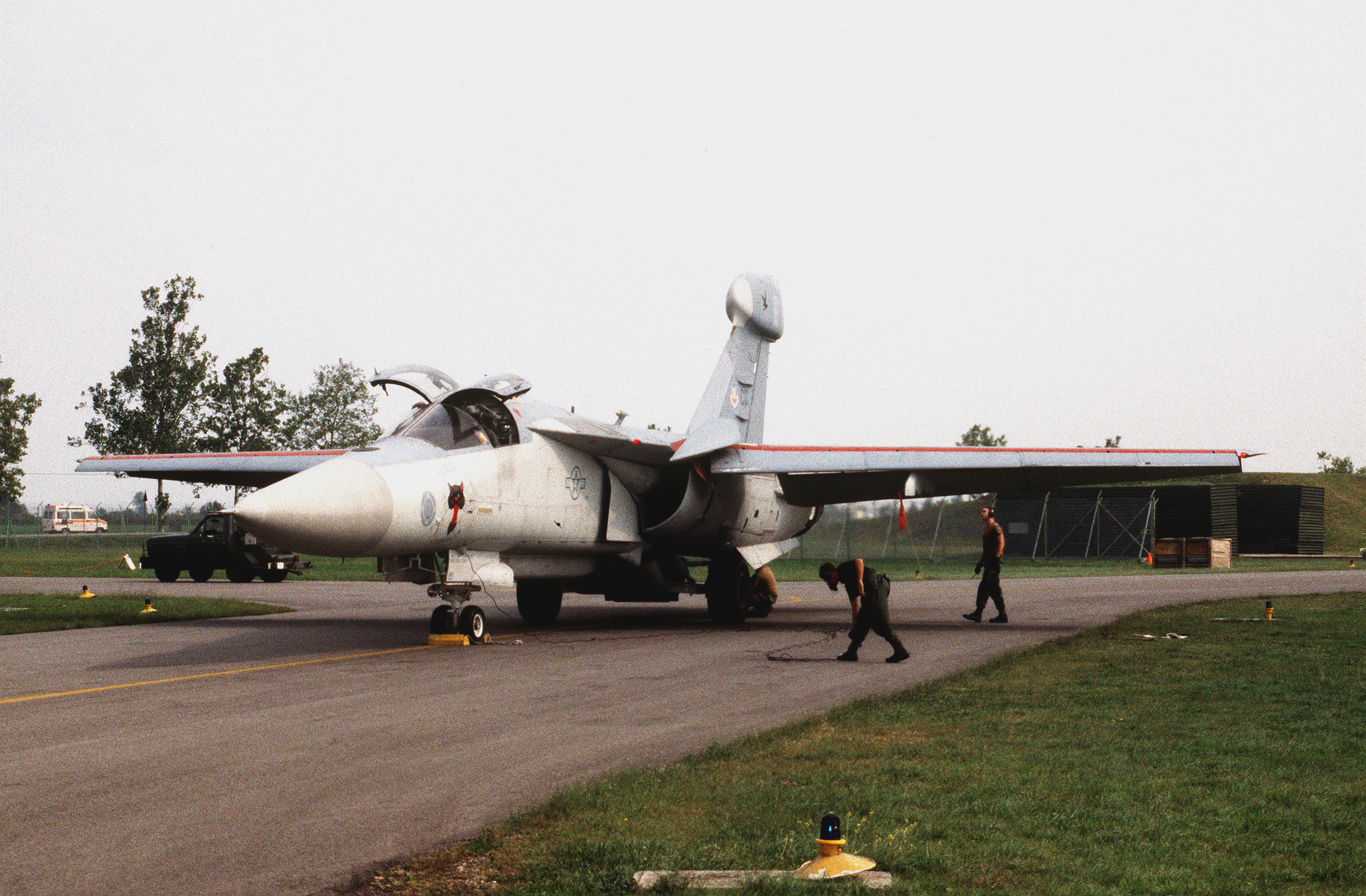
EF-111 avant un raid contre les Serbo Bosniaques durant la guerre de Bosnie en 1995
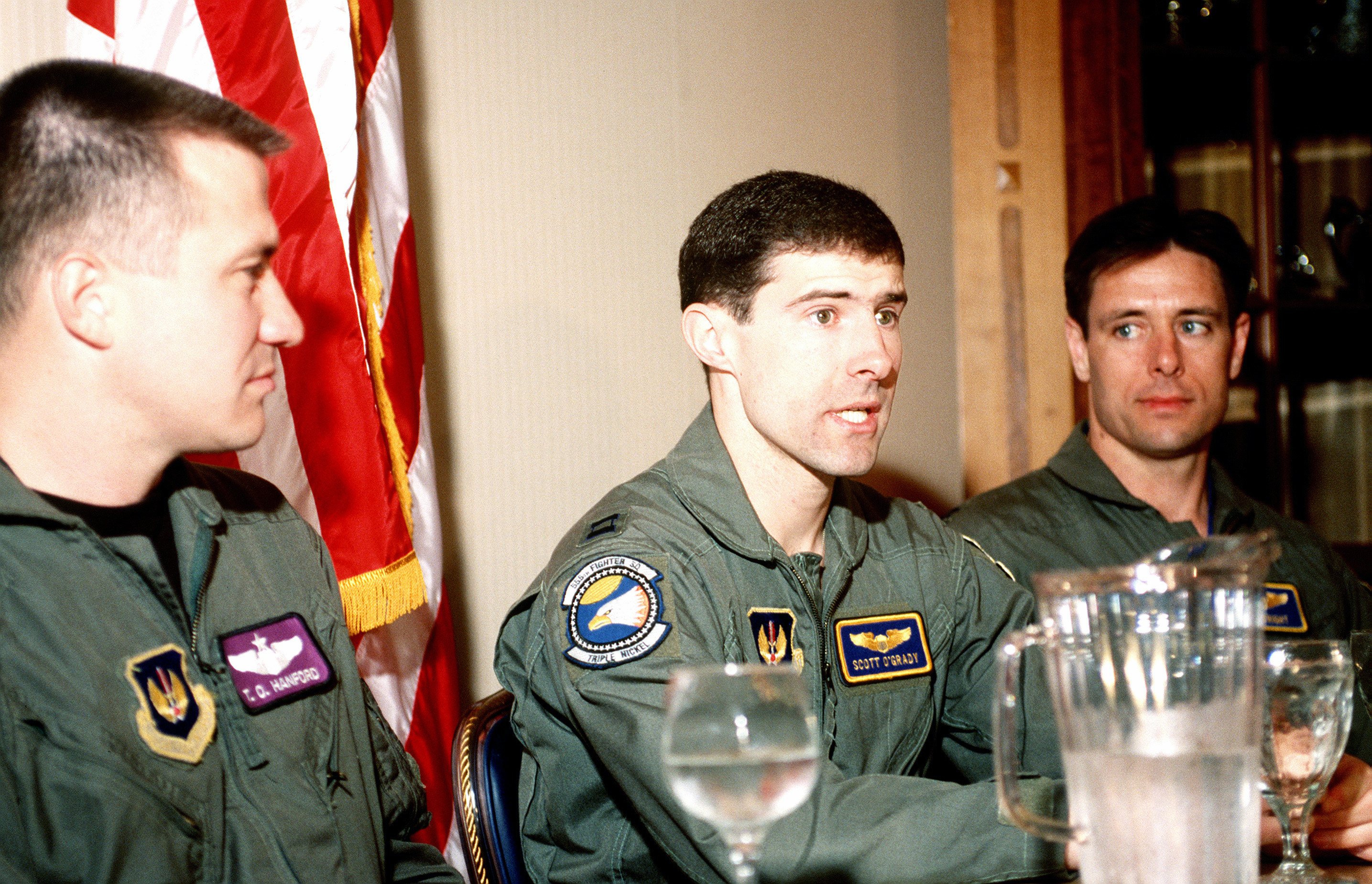
Conférence du capitaine O'Grady, abattu en Bosnie en 1995, après sa récupération
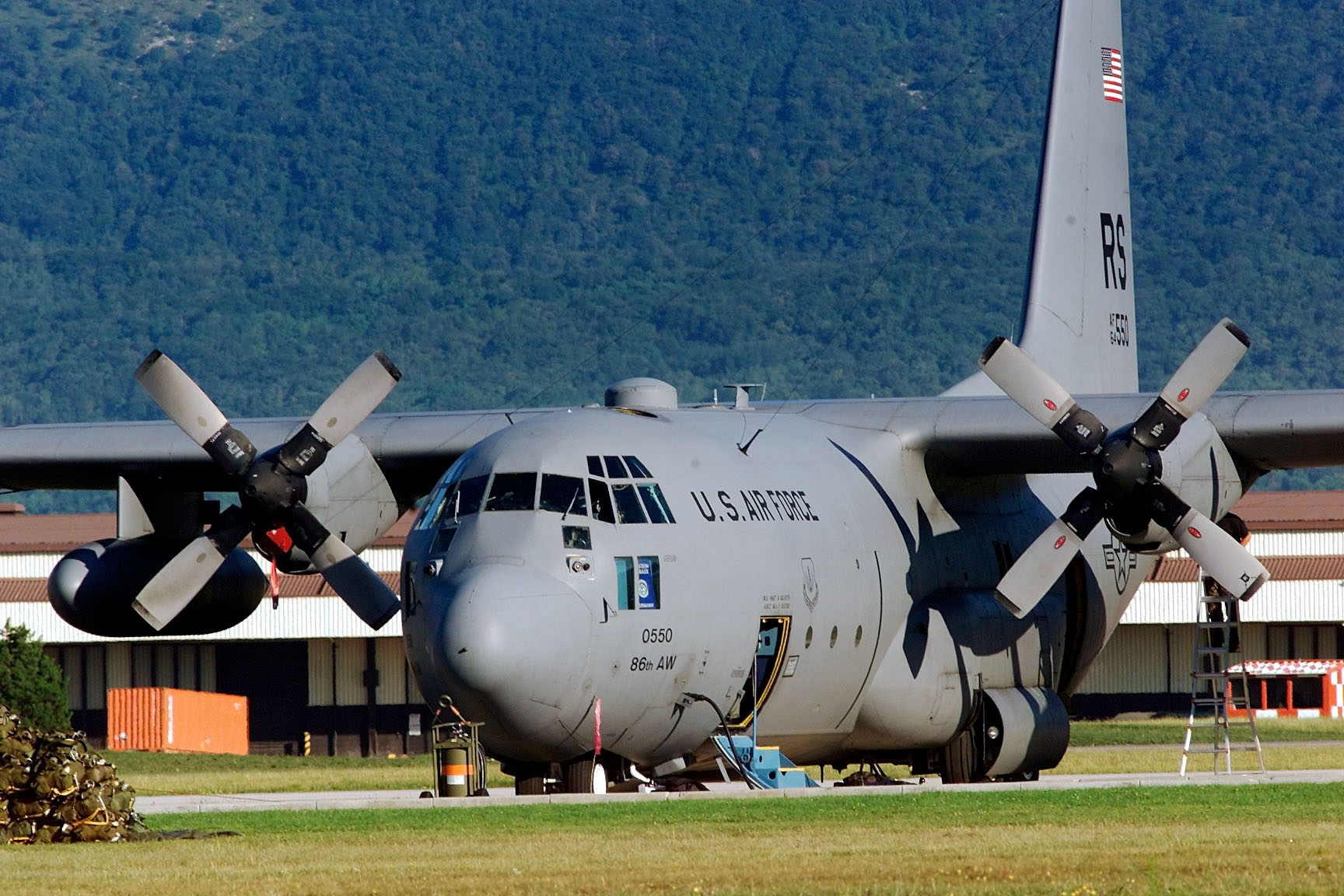
C-130E en 2000
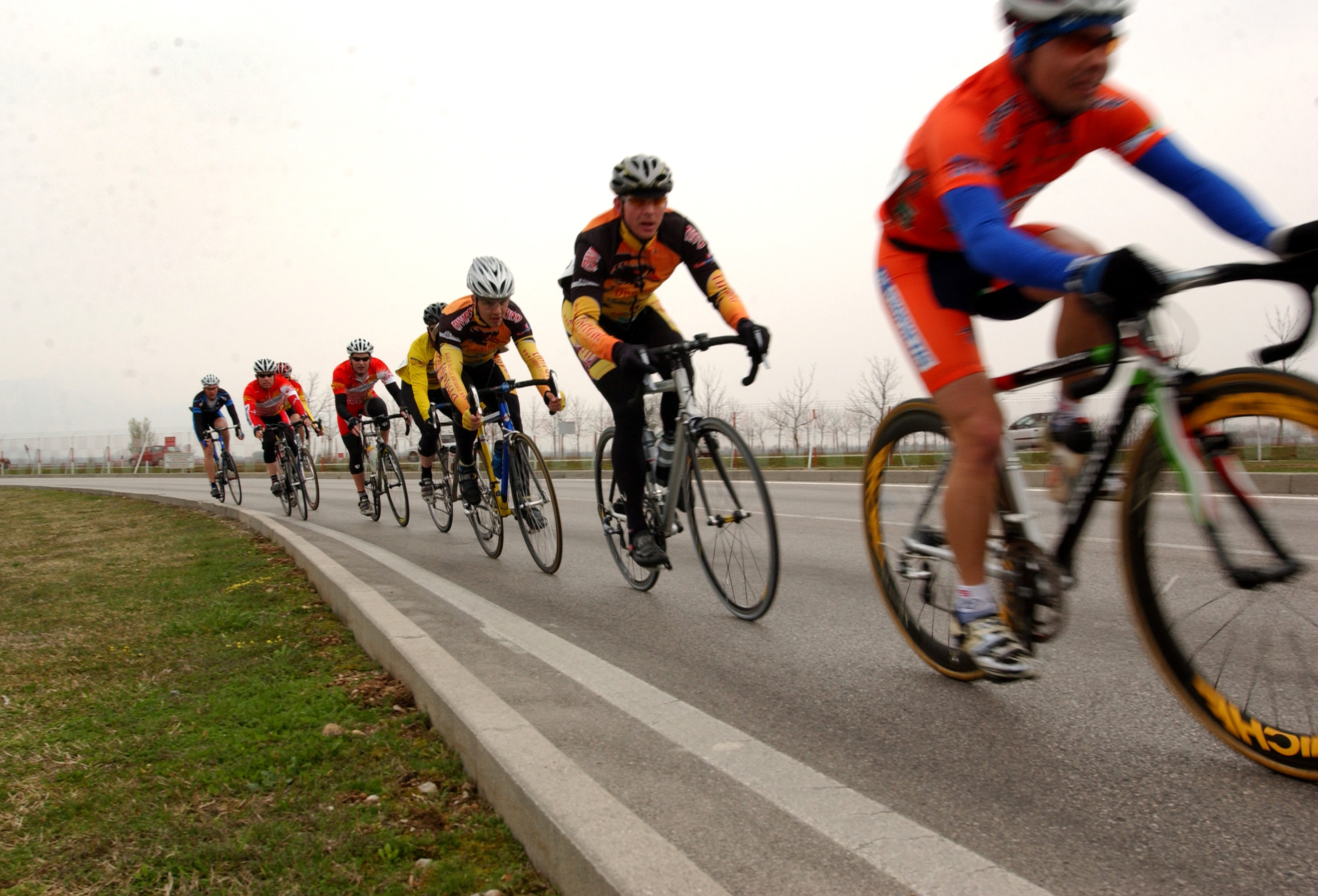
Course cycliste sur la base en 2006